# Tyson Ritter
Pour les articles homonymes, voir Ritter.
Tyson Ritter (né le 24 avril 1984 à Stillwater dans l'Oklahoma) est le chanteur et bassiste du groupe The All-American Rejects. Il vit actuellement en Floride. Il a eu une relation avec le mannequin Kim Smith qui s'est terminée au mois de mai 2009. Il a été mannequin lui aussi, durant l'année 2009 pour la marque Hugo Boss
Leurs tubes : Gives You Hell, Dirty Little Secret ou encore Move Along

## Filmographie
- 2007 : Dr House (House M.D.) : Lui-même (épisode 3x17)
- 2008 : Super blonde (The House Bunny) de Fred Wolf : Colby
- 2013 - 2014 : Betas  : Dane
- 2013 - 2014 : Parenthood : Oliver Rome
- 2016 : Ma meilleure amie (Miss You Already) : Ace
- 2017 - : The Preacher (série) : Jésus/Humperdoo.
- 2018 : Peppermint de Pierre Morel : Sam
- 2018 : Gloria Bell de Sebastián Lelio
- 2021 : Cowboy Bebop (série Netflix) Episode 7 - Galileo Hustle : Le Vison de Métal